# Haagse Golfvereniging Leeuwenbergh
Haagse Golfvereniging Leeuwenbergh is een Nederlandse golfclub in Den Haag, in de provincie Zuid-Holland. De baan ligt aan de Oostzijde van de stad, tussen de Vliet en de A4. De Haagse Golfvereniging Leeuwenbergh heeft een par 71 baan met A-status en 18 holes. De eerste negen holes zijn vanaf de gele tees 484 meter langer dan de tweede negen. Hole 10 t/m 18 zijn uitermate geschikt om slagen terug te winnen. Leeuwenbergh is GEO-gecertificeerd, wat betekent dat de golfbaan duurzaam en natuurgericht functioneert.

## Geschiedenis
De 9 holesbaan van de Haagse Golfvereniging Leeuwenbergh werd in 1988 door golfbaanarchitect Gerard Jol aangelegd. In 1989 werd Leeuwenbergh geassocieerd lid van de NGF. De club had toen 605 leden en een wachtlijst van 139 mensen.
Sinds 16 juni 1996 zijn er 18 holes. Zij werden geopend door Jan Kruyt van de NGF. Daarnaast zijn er veel waterpartijen aangelegd. Na de aanleg van de waterpartijen is de vrijgekomen grond gebruikt om de baan een geaccidenteerd karakter te geven.
Sinds 2014 zijn diverse holes aangepast en/of opnieuw aangelegd.

Haagse Golfvereniging Leeuwenbergh
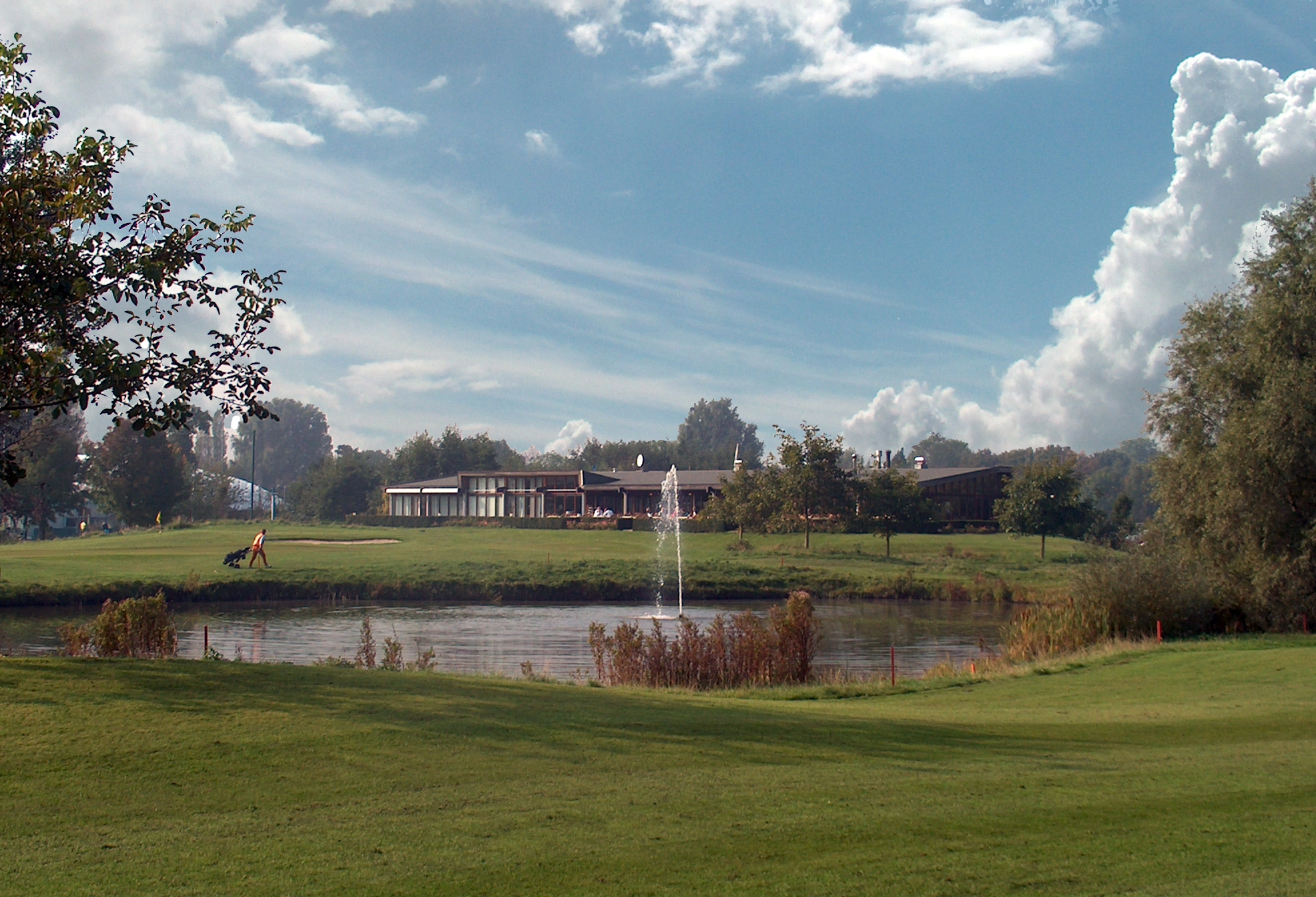
Nieuw clubhuis
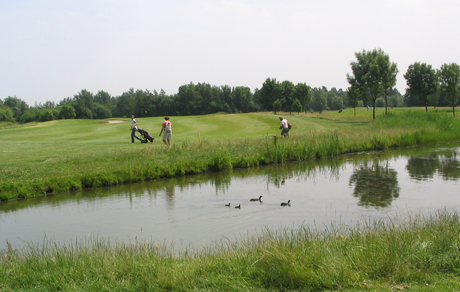

## Golf Academy
Leeuwenbergh heeft een Golf Academy waar drie professionals lesgeven. Lesvormen variëren van golfstarts, waar beginners de basisbeginselen van het golfspel leren, tot aan masterclasses en privé-, duo- of groepslessen.